# Contea di Carroll (Kentucky)
La contea di Carroll in inglese Carroll County è una contea dello Stato del Kentucky, negli Stati Uniti. La popolazione al censimento del 2000 era di 10 155 abitanti. Il capoluogo di contea è Carrollton